# Dario Šimić
Dario Šimić (Zagreb, 12 november 1975) is een Kroatisch voormalig betaald voetballer. Šimić was tot en met 2013 recordinternational voor Kroatië. Zijn record werd verbroken door Stipe Pletikosa, Josip Šimunić en Darijo Srna.

## Clubcarrière
Hij begon zijn voetbalcarrière bij Dinamo Zagreb en verhuisde na enkele succesvolle jaren naar de Serie A in Italië. Eerst kwam hij uit voor Internazionale, daarna speelde hij voor stadsrivaal AC Milan. De rechtsbenige verdediger is een vaste waarde voor het Kroatisch elftal, maar wist in Duitsland met Kroatië op het WK niet verder te komen dan de groepsfase met verder in de groep Brazilië, Japan en  het door Guus Hiddink gecoachte Australië. In de laatste wedstrijd, tegen Australië, kreeg hij na zijn tweede gele prent de rode kaart. Bij AC Milan was Šimić de laatste jaren vaak tweede keus, maar  speelde geregeld nog een wedstrijd. In 2008 gaat hij voetballen bij AS Monaco waar hij wel een basisplaats krijgt. Met Milan won Šimić eenmaal de landstitel en de Champions League.

## Interlandcarrière
Šimić speelde voor Kroatië mee op het WK 2002 in Japan en Zuid-Korea, het EK 2004 in Portugal en WK 2006 in Duitsland. Šimić kon ook uitkomen voor het voetbalelftal van Bosnië en Herzegovina, vanwege zijn Bosnische wortels.

## Statistieken

### Clubstatistieken
| seizoen                              | club                     | land    | competitie                 | wed. | goals |
| ------------------------------------ | ------------------------ | ------- | -------------------------- | ---- | ----- |
| 1992/93                              | Croatia Zagreb           | Kroatië | 1. Hrvatska Nogometna Liga | 6    | 0     |
| 1993/94                              | Croatia Zagreb           | Kroatië | 1. Hrvatska Nogometna Liga | 19   | 2     |
| 1994/95                              | Croatia Zagreb           | Kroatië | 1. Hrvatska Nogometna Liga | 23   | 1     |
| 1995/96                              | Croatia Zagreb           | Kroatië | 1. Hrvatska Nogometna Liga | 26   | 2     |
| 1996/97                              | Croatia Zagreb           | Kroatië | 1. Hrvatska Nogometna Liga | 29   | 7     |
| 1997/98                              | Croatia Zagreb           | Kroatië | 1. Hrvatska Nogometna Liga | 38   | 3     |
| 1998/99                              | Croatia Zagreb           | Kroatië | 1. Hrvatska Nogometna Liga | 21   | 1     |
| 1998/99                              | FC Internazionale Milano | Italië  | Serie A                    | 27   | 2     |
| 1999/00                              | FC Internazionale Milano | Italië  | Serie A                    | 22   | 1     |
| 2000/01                              | FC Internazionale Milano | Italië  | Serie A                    | 24   | 1     |
| 2001/02                              | FC Internazionale Milano | Italië  | Serie A                    | 21   | 0     |
| 2002/03                              | AC Milan                 | Italië  | Serie A                    | 45   | 1     |
| 2003/04                              | AC Milan                 | Italië  | Serie A                    | 18   | 0     |
| 2004/05                              | AC Milan                 | Italië  | Serie A                    | 3    | 0     |
| 2005/06                              | AC Milan                 | Italië  | Serie A                    | 21   | 0     |
| 2006/07                              | AC Milan                 | Italië  | Serie A                    | 34   | 0     |
| 2007/08                              | AC Milan                 | Italië  | Serie A                    | 7    | 0     |
| 2008/09                              | AS Monaco                | Monaco  | Ligue 1                    | 31   | 0     |
| 2009/10                              | AS Monaco                | Monaco  | Ligue 1                    | 0    | 0     |
| 2010/11                              | GNK Dinamo Zagreb        | Kroatië | 1. Hrvatska Nogometna Liga | 2    | 0     |
| Totaal                               | Totaal                   | Totaal  | Totaal                     | 579  | 21    |
| Laatst bijgewerkt op 19-08-'11 17:00 |                          |         |                            |      |       |